# Shōdo-shima
Pour l'article sur la municipalité, voir Shōdoshima (Kagawa).
Shōdoshima (小豆島) est une île de la mer de Harima, elle-même comprise dans la mer intérieure de Seto au Japon. Composée des municipalités de Tonoshō et de Shōdoshima, elle est administrativement rattachée à la préfecture de Kagawa.

## Géographie
Shōdoshima, qui fait partie du parc national de Setonaikai, est la plus grande île de la préfecture de Kagawa. Le point culminant de l'île se situe sur le Hoshigajō (星ヶ城山, Hoshigajō-yama), à 816,68 m d'altitude. C'est aussi la plus haute montagne de toute la mer intérieure de Seto. L'île abrite la gorge de Kankakei, lieu de beauté pittoresque de niveau national sélectionné parmi les 100 paysages du Japon et comportant le sanctuaire de Olive-jinja.

## Économie
Shōdoshima est célèbre pour ses olives et est pour cette raison surnommée « île olive ». La culture de celles-ci commença au Japon en 1908. Pendant presque un siècle, les olives de l'île furent connues dans tout le pays. La récolte produite grâce au climat chaud et à l'environnement naturel riche continue d'augmenter encore de nos jours. En plus de la production d'huile d'olive, Shōdoshima produit et vend une large variété de produits cosmétiques et d'alimentation à base d'olives et d'herbes.
L'île est aussi célèbre pour sa production de sōmen qui commença au XVIe siècle, faisant de la région l'un des trois plus gros producteurs de ce type de nouilles au Japon. D'un autre côté, la production locale de tsukudani, sorte de fruit de mer typiquement japonais, débuta en 1945 et rivalise aujourd'hui pour devenir la meilleure du pays. De même, la fabrication de sauce de soja à Shōdoshima est connue à travers tout le pays.

## Culture
Shōdoshima est connu comme le lieu où le film classique Vingt-quatre prunelles de Keisuke Kinoshita (sorti en 1954), ainsi que le remake sorti en 1987 ont été tournés. Le plateau de cinéma où le film de 1987 était tourné fonctionne aujourd'hui comme un petit parc à thème appelé Eiga-Mura (« Village cinématographique »). 
Depuis 2010 s'y tient la triennale de Setouchi.

## Personnalités liées
- Denji Kuroshima (1898-1943), écrivain japonais
- Sakae Tsuboi (1899-1967), écrivaine, est née sur cette île et y a situé son célèbre roman Vingt-quatre prunelles.